# Адріан Ламо
Адріан Ламо (англ. Adrian Lamo;  20 лютого 1981, Бостон, США — 18 березня 2018, Вічита, Канзас) — відомий колумбійсько-американський хакер. Вперше привернув до себе увагу ЗМІ після злому комп'ютерних мереж таких компаній як The New York Times, Yahoo!, і Microsoft, що призвело до його арешту у 2003 році.
У 2010 році Ламо виказав військовослужбовця США Бредлі Меннінга федеральній владі, стверджуючи, що через Меннінга просочилися сотні тисяч найважливіших урядових документів США в WikiLeaks. У розмові з британськими ЗМІ в 2011 році він повідомив, що рішення здати владі Челсі Меннінг було вимушеним. Засновник Wikileaks Джуліан Ассанж назвав хакера "дрібним шахраєм і зрадником". За словами Меннінг, що служив в 2010 році в Іраку в якості експерта розвідки, вона сподівалася, що ці документи змінять світ і започаткують дискусію стосовно міжнародної та військової політики США.
Після цього у хакерському середовищі його також назвали зрадником.